# Берёзовка (Клинцовский район)
Берёзовка — деревня в Клинцовском районе Брянской области, в составе Смолевичского сельского поселения.

## История
В 1964 году Указом Президиума ВС РСФСР деревня Болдовка переименована в Берёзовку.
В 1930-31 годах были созданы колхозы «Восход» в д. Болдовка (нынешняя д. Березовка) и «Заря» в деревне Суббовичи.

## Население
| 2010 | 2013 |
| ---- | ---- |
| 54   | ↘34  |

Будет упразднена как фактически не существующая в связи с переселением всех жителей на постоянное место жительства в другие населённые пункты.